# الجيش اليمني الالكتروني
الجيش اليمني الالكتروني هو مجموعة من القراصنة الموالية للشيعة التي أعلنت مسؤوليتها عن تشويه موقع صحيفة الحياة السعودية التي يقع مقرها في لندن عاصمة المملكة المتحدة في أبريل 2015 فضلا عن تسريب البيانات من وزارة الخارجية السعودية في مايو التي أدرجت لاحقا في ويكيليكس.
ترتبط المجموعة بالحرب الأهلية اليمنية في عام 2015 وتزعم المجموعة أن مقرها في اليمن نفسها ولكن هناك تكهنات من خبراء أمن أنهم في الواقع مدعومون من إيران استنادا إلى معلومات عنوان آي بي واستخدام اللغة الفارسية. يشير الخبراء إلى أن المنظمة تعد مظهرا من مظاهر الحرب الجارية بالوكالة بين إيران والسعودية. في الوقت نفسه يساهم المتسللون المجهولون المقيمون في المملكة العربية السعودية في الحملة المستمرة ضد النظام السعودي.